# تپه مرجان قیطول ۴
تپه مرجان قیطول ۴ مربوط به دوره اشکانیان است و در شهرستان گیلانغرب، بخش مرکزی، دهستان حومه، ۸۵۰ متری جنوب شرق روستای مرجان قیطول واقع شده و این اثر در تاریخ ۲۶ اسفند ۱۳۸۷ با شمارهٔ ثبت ۲۵۶۴۴ به‌عنوان یکی از آثار ملی ایران به ثبت رسیده است.